# Erythrodiplax connata
Erythrodiplax connata – gatunek ważki z rodziny ważkowatych (Libellulidae). Występuje w południowej części Ameryki Południowej – na terenie Chile i Argentyny, głównie w Patagonii. Istniejące stwierdzenia z obszarów położonych bardziej na północ dotyczą innych gatunków z rodzaju Erythrodiplax i wynikają z dawniejszych problemów z identyfikacją tego gatunku.